# Station Bienne-lez-Happart
Station Bienne-lez-Happart was een spoorwegstation langs de spoorlijnen 109 en 110 in Bienne-lez-Happart, een deelgemeente van de gemeente Lobbes.
0,0: Cuesmes ·
1,1: Hyon-Ciply ·
7,2: Harmignies ·
10,1: Vellereille ·
12,8: Estinnes ·
16,6: Fauroeulx ·
22,0: Merbes ·
23,7: Bienne-lez-Happart ·
29,4: Lobbes ·
31,3: Thuin-Ouest ·
34,7: Biesme-sous-Thuin ·
37,5: Thuillies ·
41,6: Strée ·
46,8: Beaumont ·
51,9: Solre-Saint-Géry ·
56,3: Sivry ·
61,9: Rance ·
64,9: Froidchapelle ·
73,8: Robechies ·
78,1: Chimay
0,0: Piéton ·
4,9: Anderlues ·
6,9: Ansuelle ·
9,8: Buvrinnes ·
12,3: Bienne-lez-Happart